# Wolfgang Rauls

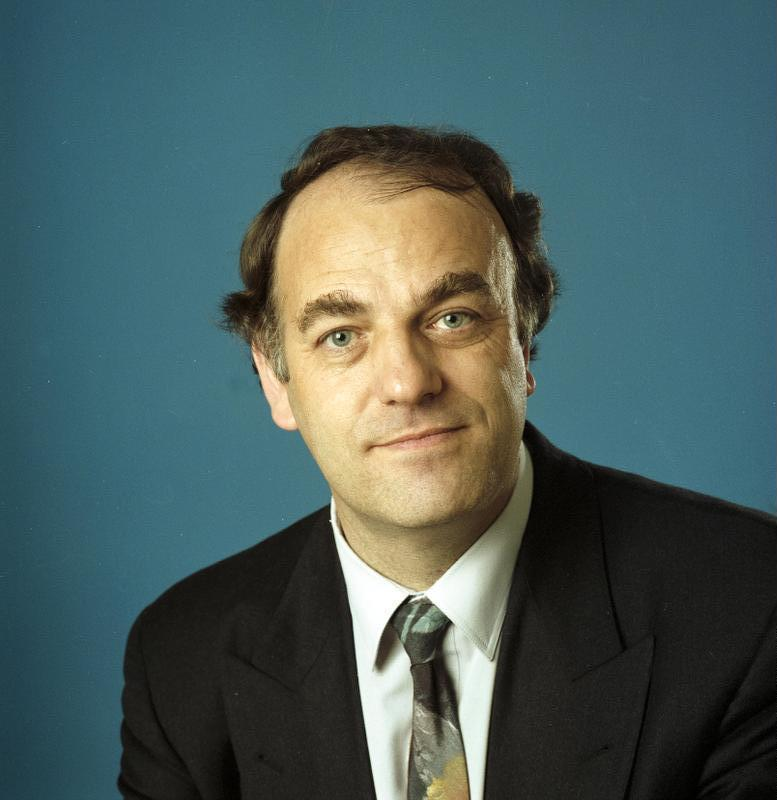
Wolfgang Rauls (1991)

Wolfgang Heinrich Rauls (* 17. Juni 1948 in Rohrsheim, Landkreis Wernigerode; † 19. Juni 2023) war ein deutscher Politiker (NDPD, FDP). Er war von Februar bis März 1990 letzter Vorsitzender der NDPD, von 1990 bis 1994 sachsen-anhaltischer Minister für Umwelt und Naturschutz, 1990–1994 und 2002–2006 Mitglied des Landtages von Sachsen-Anhalt sowie von 2005 bis 2012 Bürgermeister der Stadt Gommern.

## Karriere in der DDR und Wendezeit
Rauls war Sohn eines Transportarbeiters. Nach dem Abitur absolvierte er eine Ausbildung zum Elektromonteur. Er trat 1968 der DDR-Blockpartei National-Demokratische Partei Deutschlands (NDPD) bei und wurde im Jahr darauf hauptamtlicher Parteiangestellter auf Stadtbezirks- und Kreisebene. Von  1974 bis 1979 absolvierte er ein Fernstudium an der Akademie für Staats- und Rechtswissenschaft der DDR in Potsdam, das er als Diplom-Staatswissenschaftler abschloss. Gleichzeitig war er Stadtbezirkssekretär in Magdeburg und Mitglied des Kreisvorstands der NDPD. Danach amtierte er bis 1987 als Stadtbezirksrat für Kultur in Magdeburg-Mitte. 1987/88 war er Sekretär des Bezirksvorstands Magdeburg, 1989/90 des Kreisverbands Magdeburg der NDPD.
Während der Wende in der DDR war er im Januar bis Februar 1990 Präsident der Stadtverordnetenversammlung von Magdeburg. Am 11. Februar 1990 wurde er als Nachfolger Wolfgang Glaesers zum letzten Vorsitzenden der NDPD gewählt. Nachdem diese bei der ersten und letzten freien Volkskammerwahl am 18. März 1990 nur 0,4 Prozent der Stimmen bekommen hatte, fusionierte sie am 27. März 1990 mit der Liberal-Demokratischen Partei Deutschlands (LDPD, ebenfalls eine ehemalige Blockpartei) zum Bund Freier Demokraten (BFD). Rauls wurde dessen stellvertretender Vorsitzender. Im August 1990 übernahm er für die letzten Wochen der DDR die Leitung des Ressorts Inneres der Bezirksverwaltungs-Behörde in Magdeburg. Der BFD vereinigte sich am 11. August 1990 mit der westdeutschen FDP, Rauls wurde in den Bundesvorstand gewählt.

## Umweltminister und Kampf um den Landesvorsitz
Nach der deutschen Einheit und der Wiedergründung des Landes Sachsen-Anhalt wurde Rauls am 14. Oktober 1990 in den Landtag gewählt. In der anschließend gebildeten CDU-FDP-Regierung (Kabinett Gies) übernahm er das Amt des Ministers für Umwelt und Naturschutz. Dieses behielt er auch unter Gies’ Nachfolgern Münch und Bergner bis zum Ende der Legislaturperiode 1994. Nach dem Rücktritt von Europaminister Gerd Brunner wegen seiner früheren Stasi-Tätigkeit wurde Rauls im September 1991 zusätzlich Stellvertreter des Ministerpräsidenten. Da auch Rauls einer möglichen Stasi-Vergangenheit bezichtigt wurde, ließen die Staatskanzlei unter Ministerpräsident Werner Münch (CDU) und das Innenministerium nachrichtendienstliche Nachforschungen über Rauls Vergangenheit anstellen. Diese sogenannte Ausspähaffäre war auch Gegenstand eines parlamentarischen Untersuchungsausschusses im Landtag von Sachsen-Anhalt.
Auf einem außerordentlichen Parteitag im Januar 1994 – fünf Monate vor der Landtagswahl – versuchte Rauls, den Vorsitzenden der FDP Sachsen-Anhalt, Peter Kunert, abzulösen, was jedoch misslang. Vorausgegangen war eine Auseinandersetzung zwischen dem linksliberalen Landesvorsitzenden, der die Wahl von Ministerpräsident Christoph Bergner ablehnte und den Austritt aus der Koalition ankündigte, und der Landtagsfraktion, die Bergner trotz des Votums des Landesvorstandes zum neuen Ministerpräsidenten mitwählte. Peter Kunert lehnte, unterstützt von Hans-Dietrich Genscher, eine Koalitionsaussage zugunsten der CDU ab und erklärte die Möglichkeit eines Eintretens in eine sogenannte Ampelkoalition. Um dies zu verhindern, schickte der rechtsliberale Parteiflügel Rauls in den Kampf um den Landesvorsitz. Rauls scheiterte jedoch mit 120 zu 154 Stimmen. Bei der Landtagswahl 1994 stürzte die FDP dramatisch ab, scheiterte an der 5-Prozent-Hürde und schied aus dem Landtag aus.
Von 1993 bis 1997 war Rauls Mitglied des Kuratoriums der Friedrich-Naumann-Stiftung.

## Erneut Abgeordneter, Bürgermeister von Gommern
Nach der Landtagswahl 2002 zog Rauls erneut in den Landtag Sachsen-Anhalts ein und widmete sich dort vor allem der Sozial- und Sportpolitik.
Am 9. Oktober 2005 wurde er zum Bürgermeister der Stadt Gommern gewählt und schied zum 1. Januar 2006 aus dem Landtag aus. Nachrücker im Landtag wurde Uwe Droese. 2012 wurde Jens Hünerbein (parteilos) zu seinem Nachfolger als Bürgermeister von Gommern gewählt.

## Auszeichnungen
Wolfgang Rauls wurde 2014 Ehrenbürger von Gommern. 2016 wurde er mit dem Bundesverdienstkreuz am Bande ausgezeichnet.